# 鬼域囚徒
《鬼域囚徒》（英語：Prisoners of the Ghostland）是一部2021年美國犯罪驚悚片，由園子溫執導，亞倫·亨德利（Aaron Hendry）和查沙·西斯歐·薩菲共同編寫劇本，主演包括尼可拉斯·凱吉、蘇菲亞·波提拉和比爾·莫斯利。
電影在2021年1月31日登上日舞影展舉行全球首映，9月17日美國上映。

## 劇情
臭名昭著的罪犯——英雄被派去營救州長的女兒，後者消失在一個黑暗的超自然宇宙中。英雄必須破除鬼域的詛咒，以逃脫這個噩夢世界。

## 演員
- 尼可拉斯·凱吉飾演英雄（Hero）
- 蘇菲亞·波提拉飾演柏妮絲（Bernice）
- 尼克·凱薩維茲飾演精神病人（Psycho）
- 比爾·莫斯利飾演州長（The Governor）
- 坂口拓飾演安二郎（Yasujiro）
- 栗原類飾演居里（Curi）
- 渡邊哲飾演納比（Nabe）

## 製作
2018年12月，據報導，尼可拉斯·凱吉將主演首部園子溫首部英語和海外作品《鬼域囚徒》。凱吉表示：「這可能是我拍過的最瘋狂的電影。」2019年2月，伊莫珍·盖伊·波茨簽約演出不久後，園子溫因心肌梗塞受了緊急手術，從而停止了電影的前期製作。2019年11月，蘇菲亞·波提拉、尼克·凱薩維茲、艾德·斯克林、比爾·莫斯利、海（Young Dais）及坂口拓加入演出陣容。劇本由亞倫·亨德利（Aaron Hendry）和查沙·西斯歐·薩菲共同編寫。薩菲、勞拉·瑞斯特（Laura Rister）、麥可·孟德爾頌（Michael Mendelsohn）和納撒尼爾·波洛廷（Nate Bolotin）擔任監製。
主要拍攝始於2019年11月6日在日本進行。2020年3月31日在加利福尼亞州洛杉磯。

## 發行
《鬼域囚徒》於2021年1月31日在日舞影展舉行全球首映。RLJE影業取得美國發行權。電影2021年9月17日在美國院線和VOD上映。

## 外部連結
- 互联网电影数据库（IMDb）上《鬼域囚徒》的资料（英文）
- AllMovie上《Prisoners of the Ghostland》的资料（英文）
- 豆瓣电影上《鬼域囚徒》的資料 （简体中文）